# Wapen van Scharwoude

Het wapen van de voormalige gemeente Scharwoude

Het wapen van Scharwoude is op 26 juni 1816 als het gemeentelijke wapen van de toenmalige Noord-Hollandse gemeente Scharwoude in gebruik bevestigd. Het wapen toont, zoals meer West-Friese wapens een boom, in het geval van Scharwoude een dorre boom. Het wapen bleef tot 1854 in gebruik, dat jaar zijn de gemeenten Scharwoude, Grosthuizen en Avenhorn tot de nieuwe gemeente Avenhorn gefuseerd.

## Geschiedenis
Het wapen werd in 1816 aan de toenmalige gemeente in gebruik bevestigd. Anders dan dat van andere dorpen zoals Blokker, Midwoud, Schellinkhout en Venhuizen, die ook dorre bomen op hun wapen hebben, is de herkomst van dit wapen niets bekend.

## Blazoenering
Als blazoenering heeft het wapen de volgende tekst meegekregen:
Van zilver, beladen met een dorren boom en drie kraijen van sabel.
Het blazoen, schild, is zilverkleurig met daarop een bruine boom. De boom staat op een groene ondergrond. Links en rechts van de boom staan zwarte kraaien en in de top van de boom staat een derde. De blazoenering vermeldt niet dat de rechter kraai (voor de kijker links) zich afwend en daarmee naar links (voor de kijker rechts) kijkt. Ook de boomkleur en schildvoet worden niet vermeld. Wanneer in een blazoenering geen kleuren vermeld worden is het gebruikelijk dat deze in "natuurlijke" kleuren worden afgebeeld, in dit geval een bruine boom op een groene grond.

## Vergelijkbare wapens
De volgende wapens hebben net als Scharwoude een (dorre) boom als element:

Wapen van Blokker
Wapen van Bovenkarspel
Wapen van Grootebroek
Het wapen van Hauwert, een dorpswapen
Wapen van Hoogwoud
Wapen van Midwoud
Wapen van Noorder-Koggenland
Wapen van Opmeer
Wapen van Schellinkhout
Wapen van Sijbekarspel
Wapen van Stede Broec
Het oude wapen van Venhuizen
Wapen van Venhuizen
Wapen van Westwoud
Wapen van Wognum

Abbekerk
· Akersloot
· Andijk
· Ankeveen
· Anna Paulowna
· Assendelft
· Avenhorn
· Barsingerhorn
· Beemster
· Beets
· Bennebroek
· Berkenrode
· Berkhout
· Bijlmermeer
· Blokker
· Bovenkarspel
· Broek in Waterland
· Broek op Langedijk
· Buiksloot
· Bussum
· Callantsoog
· De Rijp
· Egmond
· Egmond aan Zee
· Egmond-Binnen
· Graft
·  Graft-De Rijp
· 's-Graveland
· Groet
· Grootebroek
· Grosthuizen
· Haarlemmerliede
· Haarlemmerliede en Spaarnwoude
· Harenkarspel
· Heerhugowaard
· Hensbroek
· Hoogkarspel
· Hoogwoud
· Ilpendam
· Jisp
· Kalslagen
· Katwoude
· Koedijk
· Koog aan de Zaan
· Kortenhoef
· Krommenie
· Kwadijk
· Langedijk
· Leimuiden
· Limmen
· Marken
· Middelie
· Midwoud
· Monnickendam
· Muiden
· Naarden
· Nederhorst den Berg
· Nibbixwoud
· Niedorp
· Nieuwe Niedorp
· Nieuwendam
· Nieuwer-Amstel
· Noord-Scharwoude
· Noorder-Koggenland
· Obdam
· Oosthuizen
· Opperdoes
· Oterleek
· Oude Niedorp
· Oudendijk
· Oudkarspel
· Oudorp
· Petten
· Ransdorp
· Schardam
· Scharwoude
· Schellingwoude
· Schellinkhout
· Schermer
· Schermerhorn
· Schoorl
· Schoten
· Sijbekarspel
· Sint Maarten
· Sint Pancras
· Sloten
· Spaarndam
· Spaarnwoude
· Spanbroek
· Twisk
· Urk
· Ursem
· Veenhuizen
· Venhuizen
· Warder
· Warmenhuizen
· Waverveen
· Weesp
· Weesperkarspel
· Wervershoof
· Wester-Koggenland
· Westwoud
· Westzaan
· Wieringen
· Wieringermeer
· Wieringerwaard
· Wijdenes
. Wijdewormer
. Wijk aan Zee en Duin
· Wimmenum
· Winkel
· Wognum
· Wormer
· Wormerveer
· Zaandam
· Zaandijk
· Zeevang
· Zijpe
· Zuid-Scharwoude
· Zuid- en Noord-Schermer
· Zwaag

Dorpswapens:
Hauwert
· Volendam
· Zwaagdijk-West